# Zwitserland op het Eurovisiesongfestival 1997
Zwitserland nam deel aan het  Eurovisiesongfestival 1997, gehouden in Dublin, Ierland. Het was de 41ste deelname van het land.

## Selectieprocedure
Net zoals de vorige jaren koos men er deze keer voor om een interne selectie te organiseren.
Er werd gekozen voor de Zwitserse zangeres Barbara Berta met het lied Dentro di me.

## In Dublin
Zwitserland moest als 7de aantreden op het festival, net na Slovenië en voor Nederland. Op het einde van de puntentelling bleek dat ze 5 punten hadden verzameld, wat goed was voor een 22ste plaats.
Nederland gaf geen punten aan deze inzending en  België deed niet mee in 1997.

### Gekregen punten

#### Finale
| 12 punten | 10 punten | 8 punten | 7 punten | 6 punten |
| --------- | --------- | -------- | -------- | -------- |
|           |           |          |          |          |
| 5 punten  | 4 punten  | 3 punten | 2 punten | 1 punt   |
|           |           | - Spanje | - Italië |          |

### Punten gegeven door Zwitserland

#### Finale
Punten gegeven in de finale:
| 12 punten | Verenigd Koninkrijk   |
| 10 punten | Italië                |
| 8 punten  | Spanje                |
| 7 punten  | Ierland               |
| 6 punten  | Turkije               |
| 5 punten  | Duitsland             |
| 4 punten  | Cyprus                |
| 3 punten  | Frankrijk             |
| 2 punten  | Bosnië en Herzegovina |
| 1 punt    | Denemarken            |

1956 · 1957 · 1958 · 1959 · 1960 · 1961 · 1962 · 1963 · 1964 · 1965 · 1966 · 1967 · 1968 · 1969 · 1970 · 1971 · 1972 · 1973 · 1974 · 1975 · 1976 · 1977 · 1978 · 1979 · 1980 · 1981 · 1982 · 1983 · 1984 · 1985 · 1986 · 1987 · 1988 · 1989 · 1990 · 1991 · 1992 · 1993 · 1994 · 1995 · 1996 · 1997 · 1998 · 1999 · 2000 · 2001 · 2002 · 2003 · 2004 · 2005 · 2006 · 2007 · 2008 · 2009 · 2010 · 2011 · 2012 · 2013 · 2014 · 2015 · 2016 · 2017 · 2018 · 2019 · 2020 · 2021 · 2022 · 2023 · 2024 · 2025